# The Neville Brothers
I Neville Brothers sono un gruppo statunitense R&B e soul, formato a New Orleans nel 1977 e composto dai 4 fratelli Neville: Art (1937), Charles (1938-2018), Aaron (1941) e Cyril (1948).

## Storia
Debuttarono nel 1978 con l'album eponimo per la Capitol Records ma si fecero conoscere al grande pubblico solo nel 1987 dove parteciparono alla realizzazione della colonna sonora del film The Big Easy. L'anno successivo pubblicarono Uptown per la EMI a cui parteciparono importanti ospiti come Branford Marsalis, Keith Richards e Carlos Santana.
Nel 1989 pubblicarono il loro album più importante, Yellow Moon per la A&M prodotto da Daniel Lanois. Il brano Healing Chant presente sul disco vinse il Grammy Award come miglior brano di pop strumentale.
Nel 1990 contribuirono con il brano In the Still of the Night alla compilation Red Hot + Blue promossa dall'associazione Red Hot Organization volta alla raccolta di fondi per combattere l'AIDS. La cover del brano Bird on a Wire di Leonard Cohen, uscita come singolo, fu usata per i titoli di testa e di coda del film con Mel Gibson, Due nel mirino.
Per tutti gli anni novanta il gruppo tenne un profilo basso per via dei problemi di salute di Art Neville. Pubblicarono nel 2004 l'album Walkin' in the Shadow of Life.
A causa dell'uragano Katrina, Cyril e Aaron dovettero abbandonare la città. Ritornarono nel 2008 con un concerto al New Orleans Jazz & Heritage Festival.
Negli ultimi anni si è aggiunto saltuariamente al gruppo il figlio di Aaron, Ivan.

## Discografia

### Album
- 1978 The Neville Brothers (Capitol)
- 1981 Fiyo on the Bayou (A&M)
- 1984 Live Nevillization (Black Top)
- 1987 Nevillization 2 (Live At Tipitina's Volume 2) (Spindletop)
- 1988 Uptown (EMI)
- 1989 Yellow Moon (A&M)
- 1990 Brother's Keeper (A&M)
- 1992 Family Groove (A&M)
- 1994 Live on Planet Earth (A&M)
- 1995 Mitakuye Oyasin Oyasin/All My Relations (A&M)
- 1999 Valence Street (Columbia)
- 2004 Walkin' in the Shadow of Life (Back Porch)

### Collaborazioni
- 1990 Red Hot + Blue (con il brano Walkin' In The Shadow Of Life)
- 1997 The Carnival di Wyclef Jean (nel brano Mona Lisa)